# Naturbruk
Naturbruk är ett samlingsbegrepp som innefattar jordbruk, djurskötsel, skogsbruk, hästhållning, fiske, vattenbruk (där även fiskodling ingår), viltvård och jakt.
Ordet finns belagt sedan 1983 och används framför allt för att beteckna gymnasieutbildning inom naturbruksprogrammet.

## Jordbruk
Jordbruk är människans nyttjande av mark genom bearbetning av åkrar och betesmark i syfte att producera livsmedel, djurfoder samt råvaror för energi- eller industriändamål. Ofta kombineras egentligt jordbruk, det vill säga växtodling och boskapsskötsel, med skogsbruk. Man brukar då tala om lantbruk.

## Djurskötsel
Djurskötsel är avel, uppfödning, dressyr och vård av husdjur och andra djur som hålls helt eller delvis i fångenskap. Djur som lever på detta sätt kallas husdjur. Djurskötselns syfte kan vara produktion av livsmedel eller andra varor, rekreation, forskning, naturskydd eller annat.

## Skogsbruk
Skogsbruk eller skogshushållning är utnyttjande av skog för produktion av råvaruprodukter som timmer, massaved och bränsle.

## Fiske
Fiske är fångst av djur i vattnet, till exempel fiskar, skaldjur, bläckfiskar och tagghudingar, yrkesmässigt eller som fritidsfiske. Valfångst, eller annan fångst av däggdjur i havet, brukar dock inte räknas som fiske. Den som yrkesmässigt ägnar sig åt fiske kallas fiskare.

## Vattenbruk
Vattenbruk eller akvakultur är en form av naturbruk där människan odlar organismer i vatten, vanligtvis i havet eller i bassänger. Det som odlas är till exempel fisk, skaldjur, alger eller vattenväxter för att användas som till exempel livsmedel. Ungefär varannan fisk som konsumeras i världen bedöms vara odlad.

## Viltvård
Viltvård är åtgärder som hjälper jaktbara djur (vilt) att överleva: exempelvis utfodring, anläggning av våtmarker och predatorkontroll, för att människan i sin tur skall kuna jaga djuren som rekreation och för mat.

## Jakt
jakt innebär dödande eller infångande av vilt.
Avsikten med jakt är varierande – för att få föda, rekreation, päls och läderprodukter, troféer eller för att förebygga skadedjurs skador och olägenheter på grödor, djur och annan egendom, även för att motverka negativ påverkan av främmande arter, samt hindra smittspridning. Även påverkan på fåglars bon och reden samt fångst för till exempel märkning betraktas som jakt. Vanligtvis avses jakt i enlighet med rådande jaktlagar, i motsats till tjuvjakt, som är dödande av djur utanför lagens råmärken. Jakt är även ett viktigt element i viltvårdande syfte: att begränsa vissa populationer för att balansera det ekologiska samspelet till människans fördel.